# Pseudodiploexochus bergeri
Pseudodiploexochus bergeri là một loài chân đều trong họ Armadillidae. Loài này được Taiti & Ferrara miêu tả khoa học năm 1979.